# Nihon Hidankyo

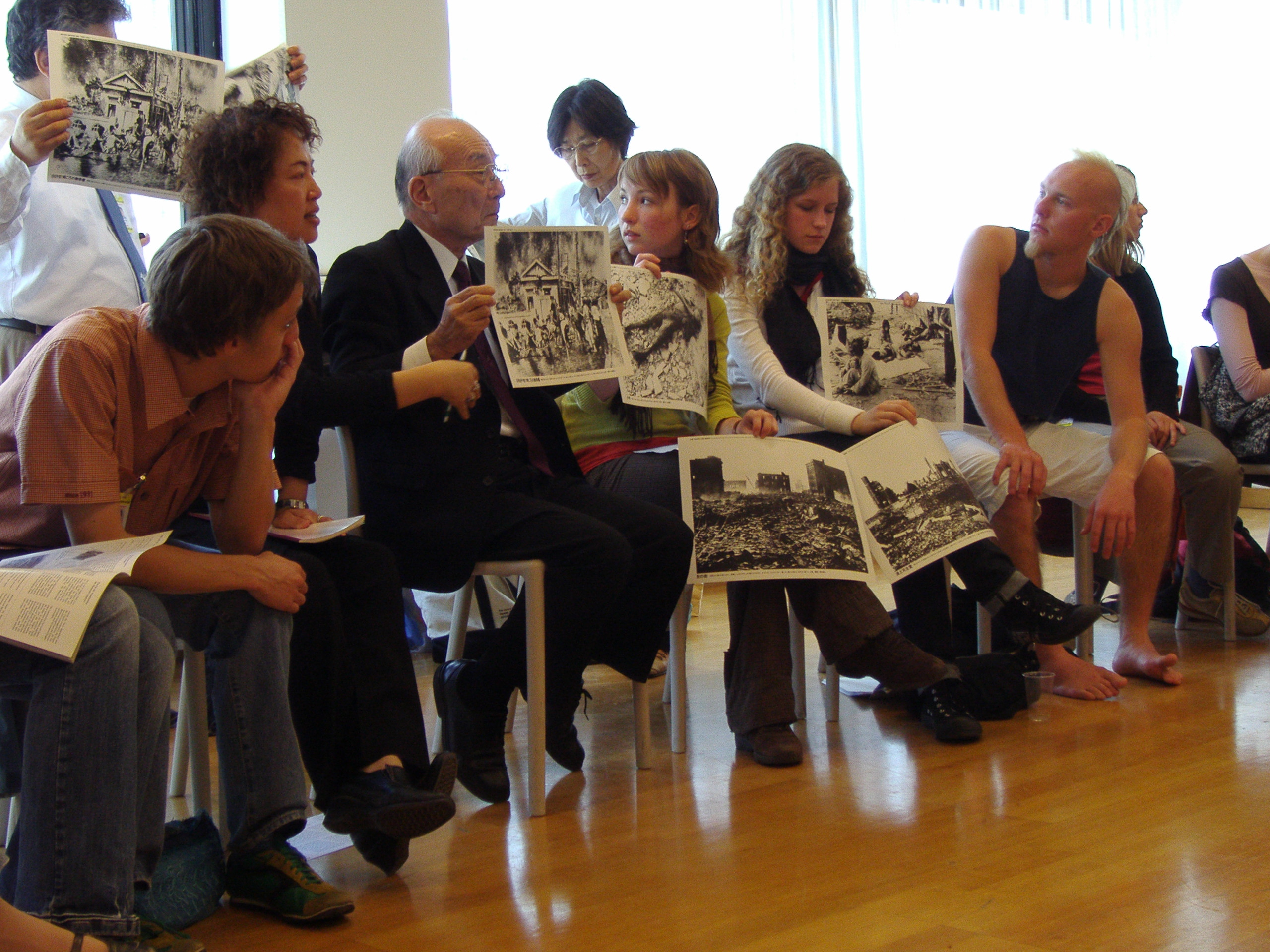
Terumi Tanaka, anciennement secrétaire général de Nihon Hidankyo, sensibilisant au traité de non-prolifération nucléaire à l'AIEA, 2007

La Nihon gensuibaku higaisha dantai kyōgi-kai (日本原水爆被害者団体協議会, litt. « confédération japonaise des organisations des survivants des bombes A et H »), souvent raccourcie en Nihon Hidankyo (日本被団協), est une organisation japonaise des victimes des bombes A et H. Fondée le 10 août 1956 et constituée d'hibakusha, l'organisation a d'abord comme mission de pousser le gouvernement japonais à allouer des droits aux hibakusha et se concentre sur des actions dénonçant l'utilisation nucléaire, principalement les bombes et les tests, et ses financements.
Elle est lauréate du prix Nobel de la paix 2024 pour « ses efforts en vue d’un monde sans armes nucléaires et pour avoir démontré par des témoignages que les armes nucléaires ne doivent plus jamais être utilisées »,.

## Distinctions

### Prix et distinctions
- 2003 : prix de la paix Seán-MacBride (de)[3]
- 2010 : prix du militantisme social (Sommet mondial des lauréats du prix Nobel de la paix)
- 2024 : prix Nobel de la paix[4]

### Nominations
- 1985, 1994, 2015, l'association est nommée par le Bureau international de la paix pour le prix Nobel de la paix[5],[6].